# Kanton Antraigues-sur-Volane
Antraigues-sur-Volane is een voormalig  kanton van het Franse departement Ardèche. Het kanton maakte sinds maart 2007 deel uit van het arrondissement Largentière, daarvoor behoorde het tot het arrondissement Privas. Het werd opgeheven bij decreet van 13 februari 2014 met uitwerking op 22 maart 2015.

## Gemeenten
Het kanton Antraigues-sur-Volane omvatte de volgende gemeenten:
- Aizac
- Antraigues-sur-Volane (hoofdplaats)
- Asperjoc
- Genestelle
- Juvinas
- Labastide-sur-Bésorgues
- Lachamp-Raphaël
- Laviolle
- Mézilhac
- Saint-Andéol-de-Vals
- Saint-Joseph-des-Bancs